# R (тип підводних човнів США)
| ПЧ типу «R»                                                                 | ПЧ типу «R» | ПЧ типу «R» |
| --------------------------------------------------------------------------- | --- | --- |
| United States R-class submarine                                             | | |
|                                                                             | | |
| R-12 (SS-89), R-15 (SS-92), R-13 (SS-90) і R-9 (SS-86) у Перл-Гарборі, 1921 | | |
| Під прапором                                                                | США | США |
| Спуск на воду                                                               | 1917—1919 рр (27 човнів)                                                                                            | 1917—1919 рр (27 човнів)                                                                                            |
| Виведений зі складу флоту                                                   | 1918—1931, 1941—1945                                                                                                | 1918—1931, 1941—1945                                                                                                |
| Сучасний статус                                                             | утилізовані | утилізовані |
| Проєкт                                                                      | | |
| Розробник проєкту                                                           | Electric Boat, Lake Torpedo Boat                                                                                    | Electric Boat, Lake Torpedo Boat                                                                                    |
| Основні характеристики                                                      | | |
| Швидкість (надводна)                                                        | Серія 1: 13,5 вузла (25 км/год) Серія 2: 14 вузлів (26 км/год)                                                      | Серія 1: 13,5 вузла (25 км/год) Серія 2: 14 вузлів (26 км/год)                                                      |
| Швидкість (підводна)                                                        | Серія 1: 10 вузлів (19 км/год) Серія 1: 11 вузлів (20 км/год)                                                       | Серія 1: 10 вузлів (19 км/год) Серія 1: 11 вузлів (20 км/год)                                                       |
| Гранична глибина занурення                                                  | 61 м | 61 м |
| Екіпаж                                                                      | 30 осіб | 30 осіб |
| Розміри                                                                     | | |
| Довжина найбільша (по КВЛ)                                                  | Серія 1: 56,74 м Серія 2: 53 м                                                                                      | Серія 1: 56,74 м Серія 2: 53 м                                                                                      |
| Ширина корпусу найб.                                                        | Серія 1: 5,51 м Серія 2: 5,05 м                                                                                     | Серія 1: 5,51 м Серія 2: 5,05 м                                                                                     |
| Середня осадка (по КВЛ)                                                     | Серія 1: 4,39 м Серія 2: 4,24 м                                                                                     | Серія 1: 4,39 м Серія 2: 4,24 м                                                                                     |
| Озброєння                                                                   | | |
| Артилерія                                                                   | 1х(3") 76-мм / 23 калібру                                                                                           | 1х(3") 76-мм / 23 калібру                                                                                           |
| Торпедно- мінне озброєння                                                   | Серія 1: 4 носових ТА калібру 21 дюйм — 533 мм, 8 торпед Серія 1: 4 носових ТА калібру 18 дюймів — 467 мм, 8 торпед | Серія 1: 4 носових ТА калібру 21 дюйм — 533 мм, 8 торпед Серія 1: 4 носових ТА калібру 18 дюймів — 467 мм, 8 торпед |
| Зображення на Вікісховищі                                                   | | |

R (тип підводних човнів США) — 27 однотипних підводних човнів ВМС США. Ці човни були продовженням вдосконалення човнів типу «O». Несли службу у 1918—1945 рр. Ці човни були закладеними після вступу США в  Першу світову війну, і були швидко побудовані, але жоден з них не був переданий флоту до закінчення цієї війни.

## Конструкція
Серія 1: човни «R-1» і до «R-20», спроєктовані на Electric Boat і побудовані на Fore River Shipyard і Union Iron Works. Ці однокорпусні човни були структурно дуже схожі на попередні  човнів типу «O» але були більші і, отже, з більш потужними для підтримки необхідної швидкості. Вперше в США ці підводні човни буле оснащені 21-дюймовим (533 мм) торпедними апаратами. Мали більш досконалу палубну гармату у 3" (76-мм) з стволом у 50 калібрів;
Серія 2: Човни «R-21» і до «R-27», котрі були трохи менші ніж човни першої серії, були спроєктовані і побудовані на Lake Torpedo Boat. Вони мали подвійний корпус, мали більш традиційні обводи корпусу на носі і на кормі, і зберегли на торпедних апаратах калібр у 18-дюймів (457 мм). Вони були оснащені тієї ж 3" (76-мм)/ 50 палубною гарматою як і човни першої серії.
На відміну від човнів першої серії, більшість з яких служила й у  Другій світовій війні, їх списали 1930 року (виведені з флоту ще 1924 року), ймовірно, і через морально застаріле 18-дюймове торпедне озброєння.

## Історія
Човни першої серії були виведені з експлуатації в 1931 році, але були відновлені в 1940 році як навчальні судна на базі підводних човнів Нью-Лондоні, штат Коннектикут.
Три човни («R-3», «R-17», і «R-19») були передані Великій Британії, де були перейменовані в HMS P.511, HMS P.512, і HMS P.514 в 1941—1942 рр. «P.514» затонув 21 червня 1942 року при зіткненні з канадським тральщиком «Джорджіан».
«R-12» затонув 12 червня 1943 року в результаті нещасного випадку біля Кі-Вест, штат Флорида. У певний момент між двома світовими війнами човни були змінені для поліпшення рятувальної здатності в разі аварії.
Принаймні один човен цього типу можна коротко бачили в 1943 фільму Crash Dive, знятий на база підводних човнів в Нью-Лондоні.
Electric Boat, побудував чотири човни типу «R» для перуанський флоту (R-1 і до Р-4) після Першої світової війни з використанням матеріалів, зібраних зі списаних підводних човнів типу «S», вони були переобладнані в 1935—1936 і в 1955—1956 роках, й були перейменовані в «Islay», «Casma», «Pacocha», «Arica» в 1957 році. Були списані в 1960 році.

## Представники
Серія 1 (Electric Boat)
- USS R-1 (SS-78) — 1918—1946
- USS R-2 (SS-79) — 1919—1945
- USS R-3 (SS-80) — 1919, переданий Великій Британії у квітні 1941, -1948
- USS R-4 (SS-81) — 1919—1946
- USS R-5 (SS-82) — 1919—1946
- USS R-6 (SS-83) — 1919—1946
- USS R-7 (SS-84) — 1919—1946
- USS R-8 (SS-85) — 1919, потоплений як мішень у 1936
- USS R-9 (SS-86) — 1919—1946
- USS R-10 (SS-87) — 1919—1946
- USS R-11 (SS-88) — 1919—1946
- USS R-12 (SS-89) — 1919, затонув на навчаннях у червні 1943 внаслідок аварії біля Кі-Вест, штат Флорида
- USS R-13 (SS-90) — 1919—1946
- USS R-14 (SS-91) — 1919—1945
- USS R-15 (SS-92) — 1919—1946
- USS R-16 (SS-93) — 1919—1946
- USS R-17 (SS-94) — 1918, переданий Великій Британії у травні 1942-1945
- USS R-18 (SS-95) — 1918—1946
- USS R-19 (SS-96) — 1918, переданий Великій Британії у травні 1942, потоплений у червні 1942
- USS R-20 (SS-97) — 1919—1946

Серія 2 (Lake Torpedo Boat)
- USS R-21 (SS-98) — 1919—1930
- USS R-22 (SS-99) — 1919—1930
- USS R-23 (SS-100) — 1919—1930
- USS R-24 (SS-101) — 1919—1930
- USS R-25 (SS-102) — 1919—1930
- USS R-26 (SS-103) — 1919—1930
- USS R-27 (SS-104) — 1919—1930